# مورتن هاري اولسن
مورتن هاري اولسن (بالنرويجية البوكمول: Morten Harry Olsen)‏ هو كاتب نرويجي، ولد في 15 أغسطس 1960 في نارفيك في النرويج.